# Dieu Tieu
Dieu Tieu (ur. 18 grudnia 1974) – australijska zapaśniczka walcząca w stylu wolnym. Zajęła trzynaste miejsce na mistrzostwach świata w 1995. Złota medalistka mistrzostw Oceanii w 1996 roku.